# Noel Yvri Sandwith
Noel Yvri Sandwith (* 8. September 1901 in Harworth, Nottinghamshire; † 7. Mai 1965 in Kew) war ein britischer Botaniker. Sein offizielles botanisches Autorenkürzel lautet „Sandwith“.  

## Leben und Wirken
Sein Vater war Edward Pitcairn Sandwith, seine Mutter Cecil Ivry Sandwith. Noel Yvri Sandwith war ab 1924 an den Royal Botanic Gardens in Kew tätig. Er galt als Spezialist für Bignoniaceae und die südamerikanische Flora. 

## Ehrungen
Nach ihm sind die Pflanzengattungen Sandwithia Lanj. aus der Familie der Wolfsmilchgewächse (Euphorbiaceae), Sandwithiodendron Aubrév. et Pellegr. und Sandwithiodoxa Aubrév. et Pellegr. aus der Familie der Sapotengewächse (Sapotaceae) benannt worden.